# Manuel Azaña
Manuel Azaña Díaz (Alcalá de Henares, Španjolska, 10. siječnja 1880. – Montauban, Francuska, 3. studenog 1940.), španjolski političar i pisac, ministar obrane (travanj - lipanj 1931.), predsjednik španjolske (republikanske) vlade (1931. – 33., 1936.) i predsjednik Druge Španolske Republike (1936. – 1939.).

## Vanjske poveznice
- Association Manuel Azaña in Francia  Arhivirana inačica izvorne stranice od 24. lipnja 2011. (Wayback Machine)